# 수소화 헬륨 이온
수소화 헬륨 이온(Helium hydride ion, HeH+) 또는 히드로헬륨(1+) 이온(hydrohelium(1+) ion)은 수소와 헬륨이 전자를 잃어버리면서 공유 결합하여 이루어지는 화합물이다. 이종핵 분자 이온 중에서는 가장 가벼우며 수소 분자 이온에 이어 두 번째로 가벼운 이온 화합물이다.
수소화 헬륨 이온은 기체 상태의 헬륨 원자가 양성자와 반응하여 생길 수 있으며 1925년 처음으로 실험실에서 합성하였다. 이 화합물은 고립 상태에서는 안정하지만 반응성이 극도로 높고, 산으로서 잘 언급되지는 않지만 알려진 화합물 중 가장 강한 산성을 띤다. 1970년대서부터 성간 매질에 자연적으로 존재할 것으로 추정했으며 2019년 4월 자연 상태에서 존재함을 처음으로 발견하였다.

## 물리적 속성
수소화 헬륨 이온은 수소 분자와 등전자성을 가진다. H+
2와는 달리 영구적인 분자 쌍극자 모멘트를 가지고 있어 분광학적으로 분별하기가 더 쉽다. 계산으로 유도한 수소화 헬륨 이온의 쌍극자 모멘트는 대략 2.26 또는 2.84 D이다. 하지만 149.14 µm에서 가장 두드러지게 보이는 스펙트럼선은 메틸리딘 라디칼 ⫶CH의 스펙트럼 이중선과 같다.
이온 내 두 원자 사이의 결합 길이는 0.772 Å이다.

### 중성 분자
이온 상태의 화합물과 달리 중성의 수소와 헬륨이 결합한 HeH 분자는 바닥 상태에서 안정하지 못하다. 하지만 들뜬 상태의 엑시머 (HeH*) 상태로는 존재하며 이 분자의 스펙트럼선은 1980년대 중반 처음 밝혀졌다. 중성 수소-헬륨 분자는 그멜린 데이터베이스의 첫 번째로 수록된 분자이다.

## 화학적 속성
수소화 헬륨 이온은 사용 가능한 형태로 저장하기 매우 어렵기 때문에 화학 실험을 할 때에는 그자리에서 직접 합성하고 바로 반응시키는 형태(in situ)로 실험해야 한다. 예를 들어, 유기물질과의 반응을 연구할 때 원하는 유기 화합물의 삼중수소 유도체를 생성하여 삼중수소를 3He+로 붕괴시킨 후 수소 원자를 추출하면 3HeH+가 생성되며 이후 곧바로 주변의 유기 화합물과 반응할 것이다.

### 산성
수소화 헬륨 이온은 접촉하는 모든 원자, 분자, 음이온과 반응하여 양성자를 내놓는 양성자화 반응을 하기 때문에 응집물질 상태로 준비시킬 수 없다. 수소화 헬륨 이온은 O2, NH3, SO2, H2O, CO2와 반응하여 양성자화되어 O2H+, NH4+, H3O+, HCO2+를 만들어낸다. 이 외 일산화 질소, 이산화 질소, 아산화 질소, 황화 수소, 메테인, 아세틸렌, 에틸렌, 에테인, 메탄올, 아세토니트릴 등과의 분자와도 반응하나 분해시킨 후 많은 양의 에너지를 방출한다.
수소화 헬륨 이온은 알려진 가장 강력한 산으로, 양성자 친화성이 177.8 kJ/mol에 달한다. 가설상의 수용성 산도는 헤스의 법칙을 통해 다음과 같이 구할 수 있다.
| HeH+(g)  | → | H+(g)   | + He(g)  | +178 kJ/mol  | [14]       |
| HeH+(aq) | → | HeH+(g) |          | +973 kJ/mol  | [내용주 1] |
| H+(g)    | → | H+(aq)  |          | −1530 kJ/mol |            |
| He(g)    | → | He(aq)  |          | +19 kJ/mol   | [내용주 2] |
| HeH+(aq) | → | H+(aq)  | + He(aq) | −360 kJ/mol  |            |
열역학적 자유 에너지 −360 kJ/mol은 pKa -63과 동일하다.

### 기타 수소-헬륨 화합물
수소화 헬륨 이온에 헬륨 원자를 추가로 붙여 He2H+, He3H+, He4H+, He5H+, He6H+와 같은 더 큰 분자를 만들 수 있다. 육수소화 헬륨 이온 He6H+은 부분적으로 안정하다.
수소화 이헬륨 이온(He2H+)은 수소 분자와 헬륨 이량체를 반응시켜 생성할 수 있다.
He+
2 + H2 → He2H+ + H
이 분자는 중앙에 수소가 있는 선형의 이온 분자이다.
기타 수소화 헬륨 이온 분자들은 알려졌거나 이론적으로 연구되었다. 이수소화 헬륨 이온(Helium dihydride ion) 또는 디하이드로 헬륨(1+)(dihydridohelium(1+)) HeH+
2라 불리는 분자는 2가 마이크로파 분광법을 통해 발견하였다. 이수소화 헬륨 이온의 계산된 결합 에너지는 25.1 kJ/mol이며 삼수소화 헬륨 이온, 트리하이드로 헬륨(1+)(trihydridohelium(1+)) HeH+
3의 결합 에너지는 0.42 kJ/mol이다.

## 역사
최초의 수소화 헬륨 이온은 1925년 T. R. 오그네스와 E. G. 룬이 간접적으로 처음 발견하였다. 이들 연구팀은 H+
, H+
2, H+
3와 같은 수소 이온의 형성을 연구하기 위해 수소와 헬륨이 혼합된 기체에 양성자를 넣으며 에너지를 가했다. 연구팀은 H+
2이 합성되는 에너지와 같은 16 eV에서 H+
3를 감지하였으며 이 이온은 압력에 따라 다른 두 이온보다 더 빠르게 증가했다. 이 데이터에서 연구팀은 H+
2 이온이 헬륨을 포함한 여러 분자와 충돌하여 양성자가 옮겨간 것이라고 추정했다.
오랫동안 수소화 헬륨 이온은 성간매질에 존재할 것이라고 추정했다. 2019년 4월 성운 NGC 7027에서 이를 발견함으로써 자연상에서 수소화 헬륨 이온이 존재한다는 것이 증명되었다.

## 자연 상태의 발견

### 트리튬 붕괴
수소화 헬륨 이온은 HT 분자나 트리튬 이량체 T2에서 삼중수소가 붕괴되면서 발생한다. 베타 붕괴 과정에서 영향으로 들뜸 상태가 되긴 하나 분자가 둘이 결합 상태로 그대로 남아있는다.

### 성간매질에서의 존재
수소화 헬륨 이온은 우주에서 최초로 합성된 화합물로 추정되며 초기 우주의 화학적 성질을 이해하는데 매우 중요하다. 대폭발 핵합성 직후 우주 대부분의 원자는 거의 다 수소와 헬륨만 있었기 때문이다. 원시 물질에서 형성된 항성에는 수소화 헬륨 이온이 있어야 하며, 항성 형성과 진화에 영향을 준다. 특히 이 화합물의 강력한 쌍극자 모멘트는 금속함량이 0인 항성의 불투명도에 영향을 준다고 추정하고 있다. 이 외에도 헬륨이 많은 백색왜성에 수소화 헬륨 이온이 대기에 꽤 많이 있을 것으로 추정되며 이 이온이 기체 불투명도를 높이고 별의 냉각속도를 느리게 만들 것으로 추정한다.
우주 내에서 수소화 헬륨 이온을 찾을 수 있을 것으로 추정되는 곳은 여러 곳이 있었다. 그중에는 차가운 헬륨성, 전리수소영역, NGC 7027와 같이 밀도가 높은 행성상성운 등이 있다.
이 외에도 항성풍, 초신성, 젊은 별에서 유출한 물질 등의 고밀도의 성간구름이 해리 충격을 일으키고 냉각되면서 생겨나는 것으로 추정된다. 충격의 속도가 90km/s 이상일 경우 감지할 수 있을 만큼 많은 양의 수소화 헬륨 이온이 생길 것으로 생각된다. 충격에서 이온을 발견할 수 있을 경우 수소화 헬륨 이온을 가지고 충격파를 잡아낼 수 있는 중요한 단서를 얻을 수 있다.

## 같이 보기
- 수소 분자 이온